# Wojciech Walczak (polityk)
Wojciech Krzysztof Walczak (ur. 3 października 1959 w Łodzi, zm. 4 grudnia 2023 tamże) – polski polityk, psycholog i urzędnik państwowy, działacz opozycyjny i studencki w czasach Polskiej Rzeczypospolitej Ludowej.

## Życiorys
Syn Tadeusza i Teresy. W 1978 w trakcie nauki w IX Liceum Ogólnokształcącym w Łodzi zaangażował się w działalność Ruchu Obrony Praw Człowieka i Obywatela, zajmował się drukiem i kolportażem podziemnego pisma „Opinia” i książek Wydawnictwa im. Konstytucji 3 Maja. W 1984 ukończył studia psychologiczne na Uniwersytecie Łódzkim, później był tam także asystentem (1989–1990). Pomiędzy 1984 a 1989 pracował jako psycholog w Poradni Wychowawczo-Zawodowej nr 2 w Łodzi, od 1987 prowadził prywatną praktykę terapeutyczną.
We wrześniu 1980 został członkiem Niezależnego Zrzeszenia Studentów, od października 1980 do maja 1981 kierował zarządem uczelnianym NZS UŁ, był też delegatem na I Krajowy Zjazd Delegatów oraz wiceprzewodniczącym prezydium Krajowej Komisji Koordynacyjnej NZS. W styczniu i lutym 1981 kierował Międzyuczelnianą Komisją Porozumiewawczą prowadzącą negocjacje z Komisją Międzyresortową w trakcie strajku łódzkich studentów. Po niepowodzeniu rozmów kierował komitetem strajkowym trwającego 29 dni strajku okupacyjnego; później także w strajku sprzeciwiającym wprowadzeniu stanu wojennego. Od 8 lutego do 6 grudnia 1982 pozostawał internowany w ośrodkach odosobnienia w Łodzi i Kwidzynie. Od 1983 uczestniczył w Duszpasterstwie Środowisk Twórczych przy kościele pw. Najświętszego Imienia Jezus w Łodzi, od 1985 także w grupie samokształceniowej opartej na nauce Kościoła Katolickiego. W 1985 współautor listu otwartego do Rady Ministrów sprzeciwiającego się nowelizacji ustawy o szkolnictwie wyższym. W późniejszym okresie był m.in. autorem wypowiedzi na potrzeby dokumentu Bardzo krótki strajk (2007).
W 1989 wstąpił do Zjednoczenia Chrześcijańsko-Narodowego, w kadencji 1994–1998 zasiadał w Radzie Miejskiej w Łodzi z listy Łódzkiego Porozumienia Obywatelskiego. Zajmował stanowiska kuratora oświaty i wychowania w Łodzi (1990–1994), kierownika do spraw szkoleń, następnie dyrektora Departamentu Kształcenia i Wychowania Ministerstwa Edukacji Narodowej (1996–1998) oraz Okręgowej Komisji Egzaminacyjnej w Łodzi (1998–2003). Od 2001 do 2007 członek Prawa i Sprawiedliwości, z listy Komitetu Wyborczego Prawo i Sprawiedliwość w 2006 uzyskał mandat radnego do sejmiku województwa łódzkiego i został jego wiceprzewodniczącym. W 2007 przeszedł do Prawicy Rzeczypospolitej. W wyborach do Parlamentu Europejskiego w 2009 otwierał jej łódzką listę okręgową, kandydował także do Sejmu w 2007.
Zmarł 4 grudnia 2023 r. Został pochowany w Alei Zasłużonych na Cmentarzu Komunalnym na Dołach w Łodzi.

## Odznaczenia
Odznaczony Krzyżem Oficerskim Orderu Odrodzenia Polski (2010) oraz Krzyżem Wolności i Solidarności (2017), a także w 2011 medalem Universitatis Lodziensis Amico za udział w strajku studenckim z 1981.